# اربعین

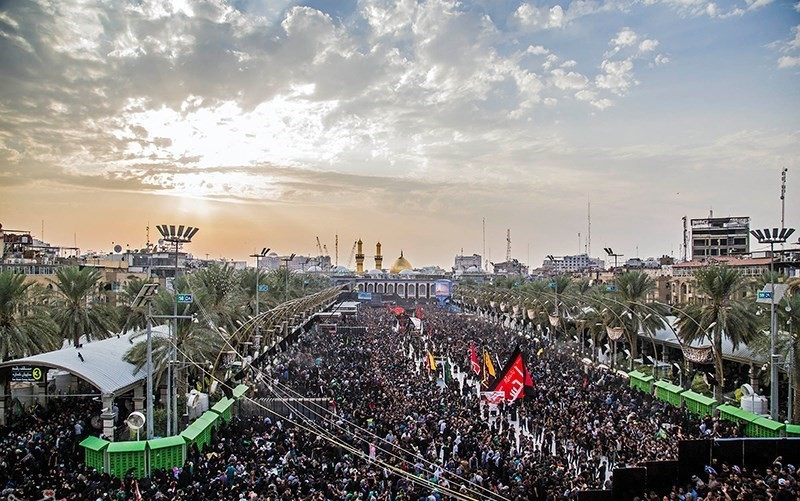
شیعیان در این روز به زیارت بارگاه حسین در بین الحرمین می‌روند.

اربعین (به عربی: الأربعين‎)، در لغت به معنی چهلم است و در اصطلاح اسلامی، یک مراسم مذهبی شیعی است که بیستم ماه صفر، چهل روز پس از روز عاشورا، روز کشته‌شدن حسین بن علی نوه محمد، فرزند علی بن ابی‌طالب و فاطمه زهرا و امام سوم شیعیان در کربلا برگزار می‌گردد.
حسین بن علی و ۷۲ نفر از یارانش در سال ۶۱ در نبرد کربلا توسط سپاه عبیدالله بن زیاد کشته شدند. امروزه جمعیت انبوهی از شیعیان در روزهای نزدیک به اربعین، پیاده به سمت کربلا حرکت می‌کنند و یکی از بزرگترین مراسم‌های پیاده‌روی جهان را شکل می‌دهند که در بعضی سال‌ها شمار شرکت‌کنندگان آن بیش از ۴۵ میلیون زائر برآورد می‌شود.

## نامگذاری
روز بیستم صفر یعنی اربعین چهل روز پس از کشته شدن حسین بن علی، خانواده حسین بن علی یعنی کاروان اسرا، از شام به مدینه بازگشتند و روزی است که جابر بن عبدالله انصاری، صحابی پیامبر اسلام، از مدینه به کربلا رسید تا به زیارت قبر حسین بن علی بشتابد و او نخستین کسی است که قبر حسین را زیارت کرد. در این روز، زیارت حسین بن علی مستحب است و این زیارت، همانا خواندن زیارت اربعین است.
چهلمین روز پس از کشته شدن حسین بن علی که نزد امامیه دارای ارزشی آیینی است و بر اساس اعتقادات کهن سر بریده شده حسین بن علی در چنین روزی به بدن وی در کربلا ملحق شده‌است. فاصله چهل روز از هنگام وفات مؤمن از اعتقادات و باورهای مسلمانان به‌شمار می‌آید.

## قداست عدد چهل
عدد چهل پیشینه اندیشه ای نزد مسلمانان داشته‌است. اهمیت عدد ۴۰ ریشه در یک جمله (حدیث) از محمد دارد: «در روز قیامت، در میان قوم من، خدا هر کسی را که چهل حدیث را حفظ کند، مردی فاضل خواهد دانست». مسلمانان معتقدند از زمان تصلیب عیسی بن مریم تا صعود آن ۴۰ روز فاصله بوده‌است. فاطمه دختر پیامبر اسلام بر وفات پدرش ۴۰ روز عزاداری می‌کند. در روایتی از جعفر صادق آسمان و زمین و خورشید ۴۰ روز به سختی و تیرگی برای کشته شدن حسین بن علی خون گریه می‌کنند.

## روز اربعین
اربعین، مطابق نظر شیخ مفید در مسارالشیعه و شاگردش شیخ طوسی در مصباح المتهجد، زمان بازگشت اهل حرم از شام (دمشق) به مدینه است. همچنین بنا بر نقل ایشان، جابر بن عبدالله انصاری صحابی برجسته محمد به عنوان نخستین زائر حسین بن علی، یا لااقل از نخستین زائران او، در این روز وارد کربلا شده و زیارت اربعین را بجا آورده‌است. ابراهیم آیتی نیز می‌نویسد: «جابر بن عبدالله انصاری… بیستم ماه صفر، درست چهل روز بعد از شهید امام وارد کربلا شد و سنت زیارت اربعین امام به دست او تأسیس گردید». برخی گزارش‌های تاریخی مبنی بر حضور بازماندگان اهل بیت حسین در کربلا در روز اربعین از عوامل توجه خاص ایشان به اربعین است. در برخی منابع تاریخی مانند کتاب نزهه الزاهد اسیران شام یعنی بازماندگان کشته‌شدگان کربلا در چهلمین روز کشته شدن حسین بن علی به کربلا رسیدند. اگرچه نه‌تنها این مطلب در متون تاریخی پیش‌تر از قرن هفتم هجری نیامده است، با تصریح متقدمینی مانند شیخ مفید که بازگشت اسرا را به مدینه دانسته‌اند نیز در تضاد است.بر این اساس «از همان آغاز که تاریخش معلوم نیست، شیعیان به حرمت آن، زیارت اربعین می‌خوانده‌اند.»
زیارت اربعین تنها دربارهٔ حسین بن علی وارد شده و هیچ پیشینه‌ای را نمی‌توان برای اربعین و اعمال مربوط به این روز تا پیش از حادثه عاشورا تصدیق کرد و این ویژگی و امتیاز، تنها برای حسین بن علی دانسته شده‌است. در تقویم رسمی ایران این روز تعطیل می‌باشد.
اجرای اربعین در برخی دوره‌ها ممنوع شده‌ است، آخرین دوره آن زمانی بود که صدام حسین، (سنی مذهب که به عنوان ناسیونالیست عرب حکومت می‌کرد و با اسلامگرایی مخالف بود) رئیس‌جمهور عراق بود. نزدیک به ۳۰ سال در رژیم صدام، برگزاری عمومی اربعین در عراق ممنوع بود. پس از حمله ۲۰۰۳ به عراق، این مراسم در آوریل ۲۰۰۳ در سراسر جهان گسترش یافت.

## زیارات اربعین
روایات و گزارش‌های متعددی در موضوع اربعین حسین بن علی آمده‌ است. از آن جمله اینکه حسن عسکری در روایتی پنج علامت را برای مؤمن ذکر کرده‌ است که یکی از آنها زیارت اربعین می‌باشد. در روایتی دیگر از جابر بن عبدالله آمده که در فرات غسل کرده و با پیراهنی پاکیزه و بوی خوش پابرهنه روانه می‌شود وقتی نزد سر حسین ایستاد سه مرتبه الله اکبر می‌گوید و بیهوش می‌افتاد و بعد آن زیارتی را می‌خواند که شبیه زیارت حسین بن علی در نیمه شعبان است و علامه مجلسی آن را در بحار الانوار ذکر کرده‌ است. همچنین در روایتی دیگر در تهذیب الاحکام صفوان از جعفر صادق نقل می‌کند که وی گفته هنگامی که قسمت قابل توجهی از روز برآمد این زیارت را بخوان و این همان زیارت معروف اربعین می‌باشد.متن این زیارت در ویکی‌نبشته آمده‌ است

## اربعین در ایران
در همه شهرهای شیعه نشین ایران در این روز به عزاداری می‌پردازند. برپایی مجالس روضه خوانی، سینه زنی، زنجیرزنی از جمله مراسم خاص این روز است و پس از پایان یافتن مراسم عزاداران را اطعام می‌کنند. در شهرهای مذهبی ایران مانند قم و مشهد، در منزل و حسینیهٔ علما و مراجع تقلید نیز مراسم روضه‌خوانی برپا می‌شود.
افزون‌بر مراسم عزاداری، اغلب مردم ایران در ماه‌های محرم و صفر مقید به رعایت آدابی هستند؛ از جمله اینکه از زمانهای قدیم در این دو ماه مردم رخت عزا بر تن می‌کنند و هیچ‌گونه مجالس شادی و سرور برگزار نمی‌کنند.. ماسه می‌نویسد: مردم از روز عاشورا تا اربعین سر خود را نمی‌تراشند و در این روز به احسان و صدقه می‌پردازند.
از هم زمانی های مهم اتفاقات در ایران با اربعین، مقاومت مردمی ایران در سال ۱۳۳۴ قمری در طی نبرد رباط‌کریم به فرماندهی حیدر لطیفیان در جریان اشغال ایران در جنگ جهانی اول توسط نیروی زمینی ارتش امپراتوری روسیه تزاری بود.

## روضه و اشعار
در گذشته در روز اربعین برخی نقاط ایران تعزیه برگزار می‌کردند روضه‌خوانها متن روضه را براساس کتاب روضة الشهدای ملاحسین کاشفی (د ۹۱۰ق / ۱۵۰۴م) می‌خوانند؛ در سینه‌زنی و زنجیرزنی هم اشعاری که صاحبان ذوق و شیفتگان به اهل بیت سروده‌اند، خوانده می‌شود، مانند ترکیب‌بند محتشم کاشانی، یا ابیاتی که شاعران آن برای مردم شناخته‌شده نیستند، مانند این ابیات: «اربعین شهدای کربلا ست / زین الم کون و مکان اندر عزا ست / / شد شهید راه دین سلطان حسین / زادهٔ زهرا امام راستین» یا: «ای پدر جان دخترت از شام ویران آمده، قلب سوزان آمده / زین سفر بابا سکینه با اسیران آمده، خیز مهمان آمده»

## بزرگترین گردهمایی سالانه
در سال‌های اخیر، جمعیت حاضر در مراسم سوگواری اربعین در عراق از بزرگترین اجتماعات مسالمت‌آمیز جهان بوده‌است. به گفته رئیس شورای استان کربلا، تعداد زائران اربعین حسینی در سال ۱۳۹۴ (۲۰۱۵ میلادی، ۱۴۳۷ قمری) به ۲۷ میلیون نفر رسیده‌است. این تعداد زائر در طول ۱۰ روز وارد کربلا شده و پس از زیارت خارج شده‌اند. در دسامبر ۲۰۱۴ (۱۴۳۶ هـ. ق) حدود ۲۰ میلیون جمعیت در عراق مجتمع شدند.
میلیون‌ها نفر در روزهای منتهی به اربعین، مسیر نجف_کربلا را در حدود سه روز، پیاده طی می‌کنند و در موکب‌ها پذیرایی و اسکان داده می‌شوند.
اغلب زائران غیر عراقی، مسیرِ نجف به کربلا به طول ۸۰ کیلومتر را پیاده، در مدت سه روز در یک راهپیمایی مسالمت‌آمیز طی می‌کنند. دولت ایران در تلاش است تا مراسم اربعین حسینی را به‌طور مشترک با کشور عراق، به عنوان میراث معنوی در فهرست آثار معنوی یونسکو ثبت کند.

## ادیان و کشورهای دیگر در اربعین
در حالی که اربعین یکی از شعائر شیعیان امامی است، مسلمانان سنی و حتی مسیحیان، زرتشتیان و صابئیان هم در زیارت و هم کمک به اجرای مراسم‌ها شرکت می‌کنند. زائران کشورهای اروپایی از جمله سوئد، روسیه و حتی هیاتی از شهر واتیکان در این مراسم شرکت کرده‌اند. برخی از رهبران مذهبی مسیحی عراق نیز به هیئت واتیکان پیوستند.

## اهمیت سیاسی
برگزاری اولین اربعین در تاریخ، قیامهای بعدی شیعیان علیه حکومت بنی امیه و عباسی را تحت تأثیر قرار داد. اربعین همچنین در ایران به عنوان یک اعتراض سیاسی مورد استفاده قرار گرفته‌است. اولین بار اعتراض به قتل هواداران روح‌الله خمینی در قم درسال ۴۲ هنگامی که اعتصاب عمومی اعلام شد. اربعین‌های کشتگان انقلاب اسلامی ایران که هر مراسم گرامیداشت در چهلم کشته شدگان در تظاهرات اعتراضی چهلم قبلی در شهرهای مختلف به صورت زنجیره ای برگزار می‌شد - اغلب به عنوان بخشی از دلیل موفقیت انقلاب ۵۷ ایران که باعث سرنگونی محمدرضا شاه، شد به‌شمار می‌رود

## نگارخانه

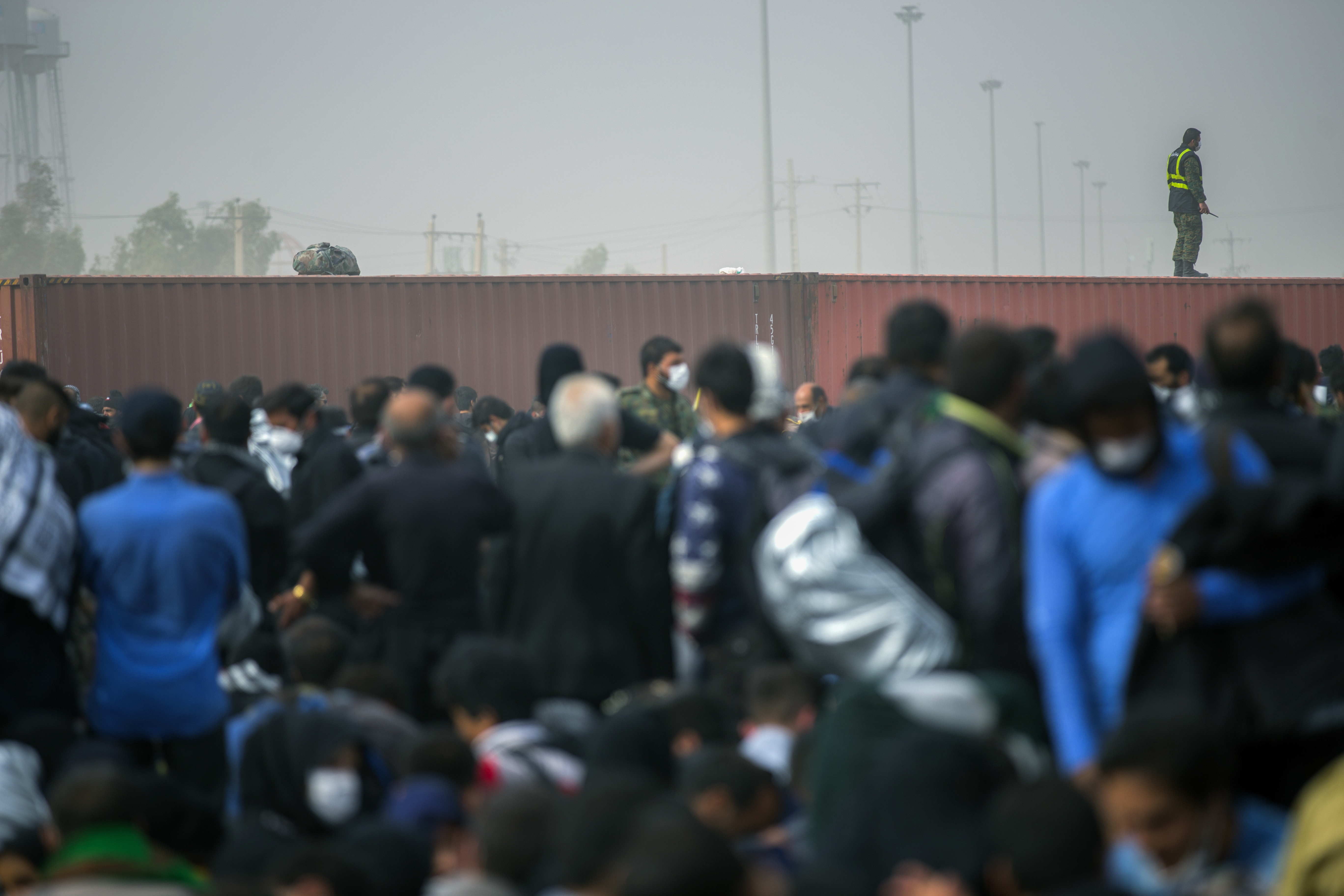
پیاده‌روی زائران برای زیارت روز اربعین
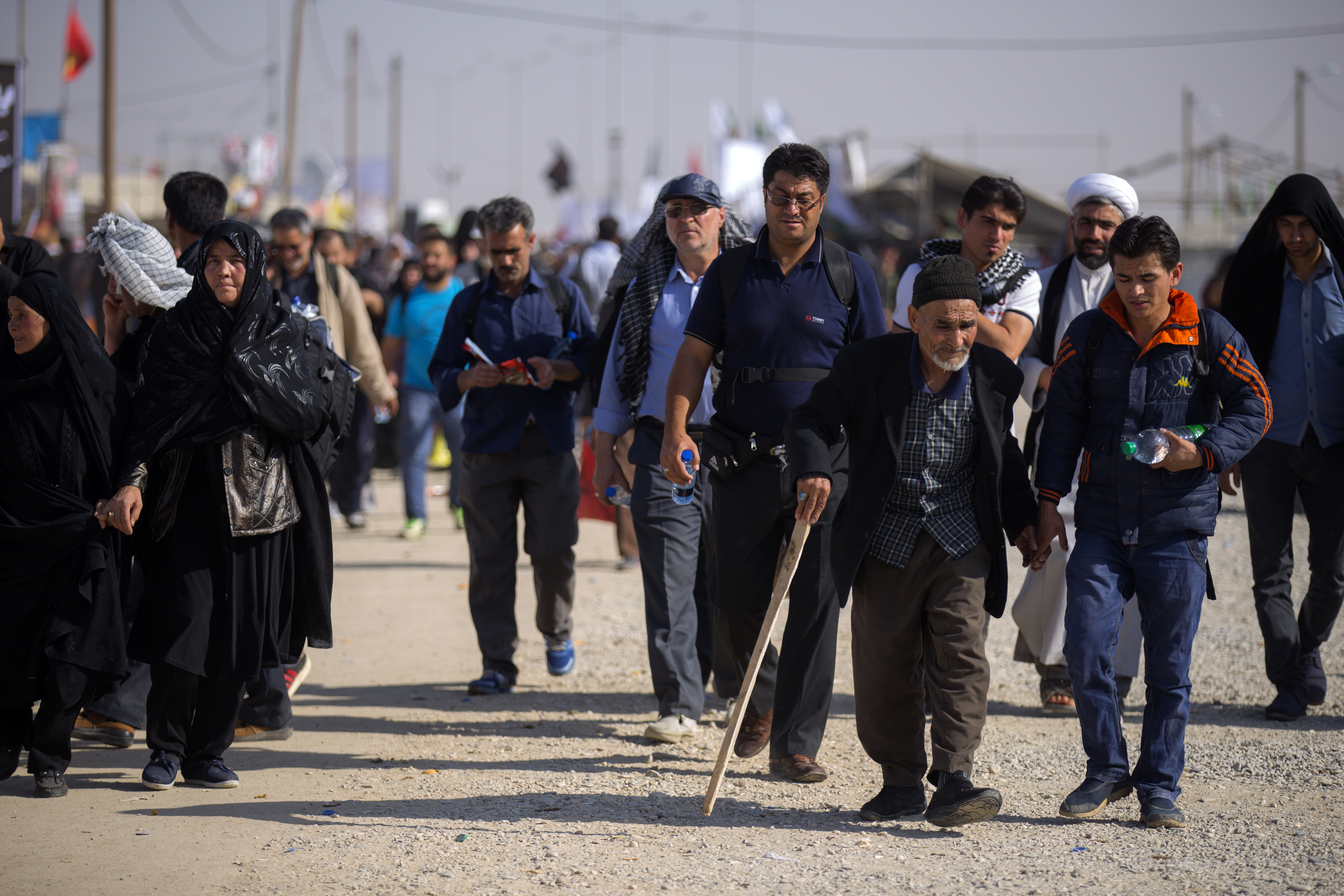
پیاده‌روی زائران برای زیارت روز اربعین
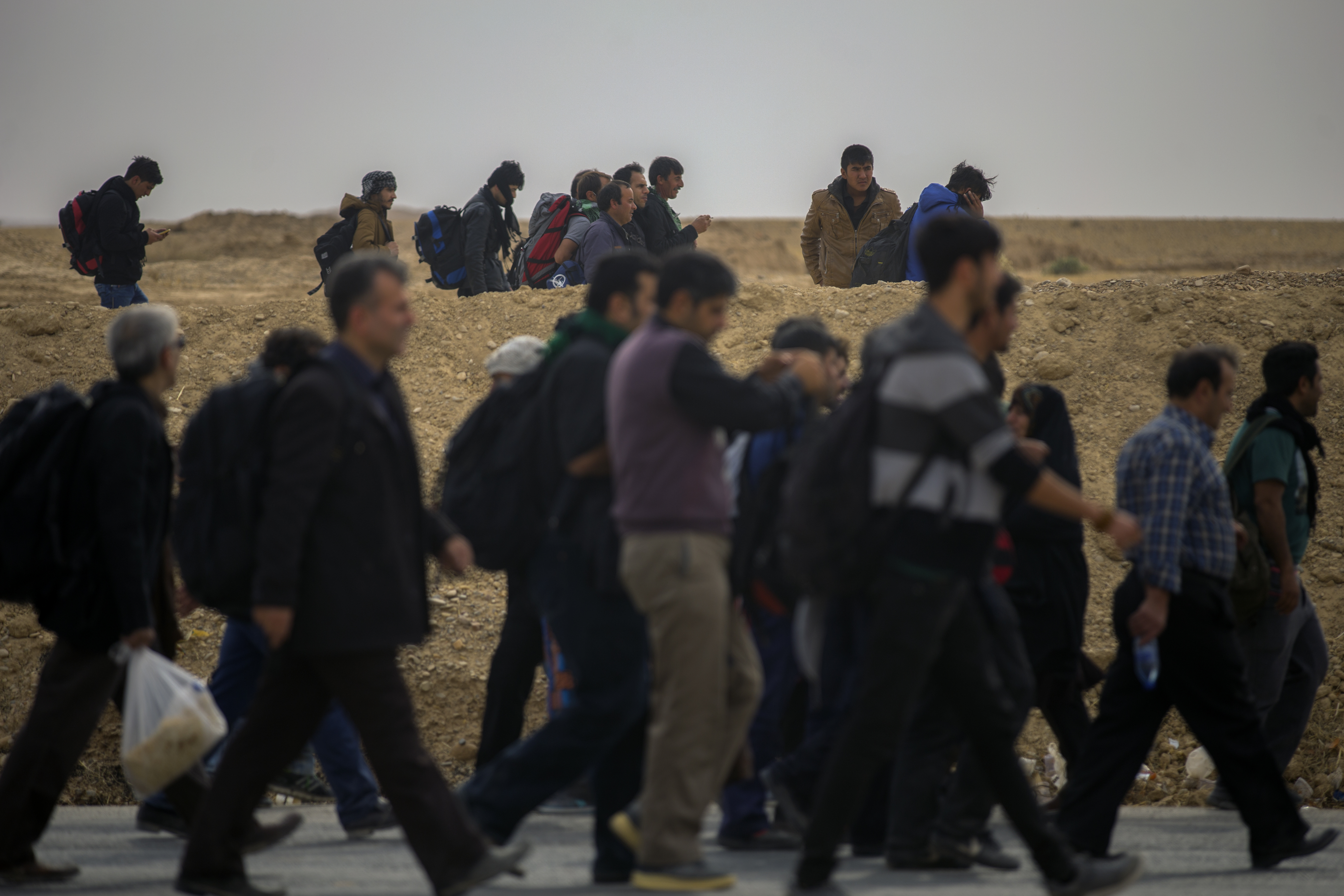
پیاده‌روی زائران برای زیارت روز اربعین
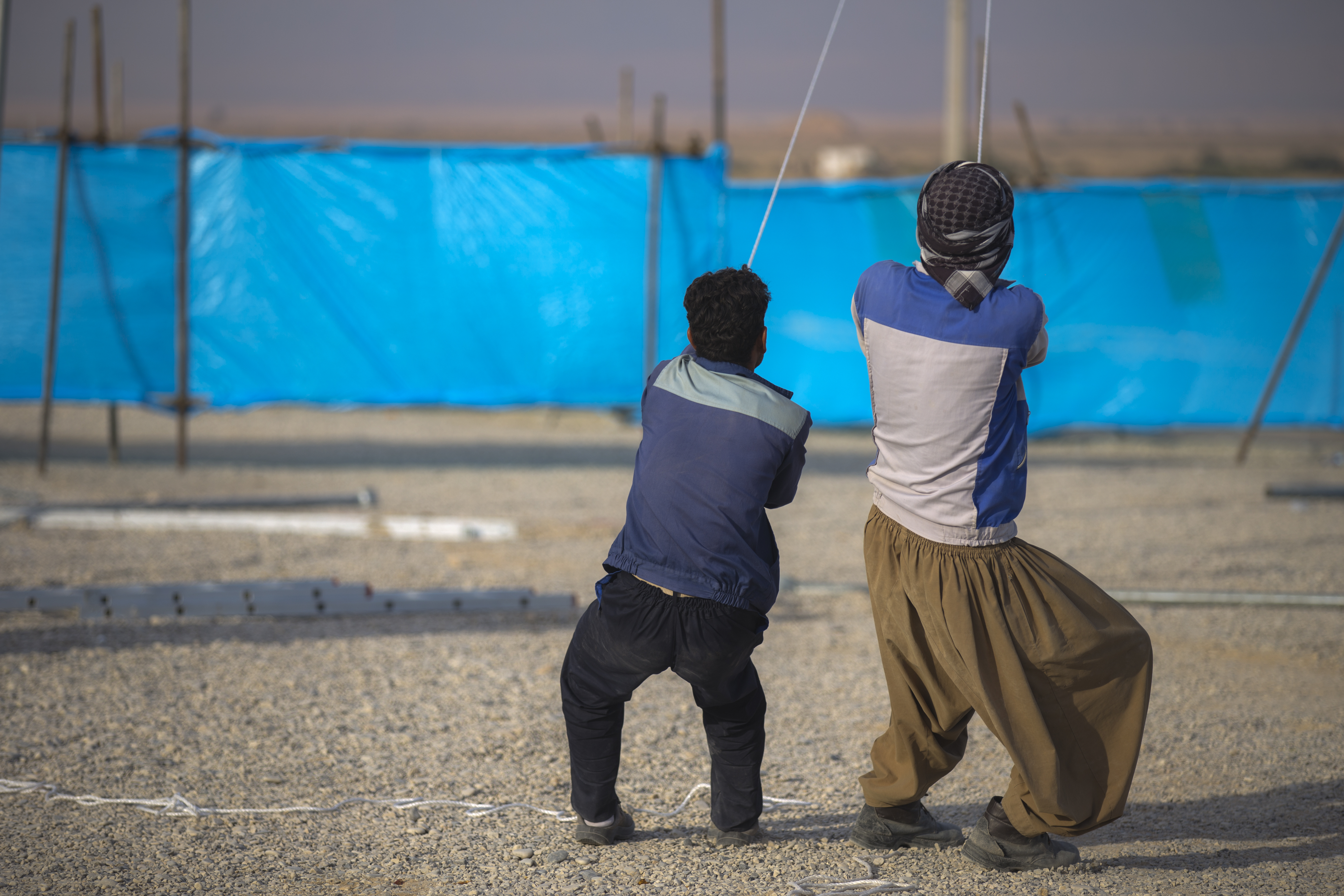
برپایی موکب برای استقبال از زائران روز اربعین
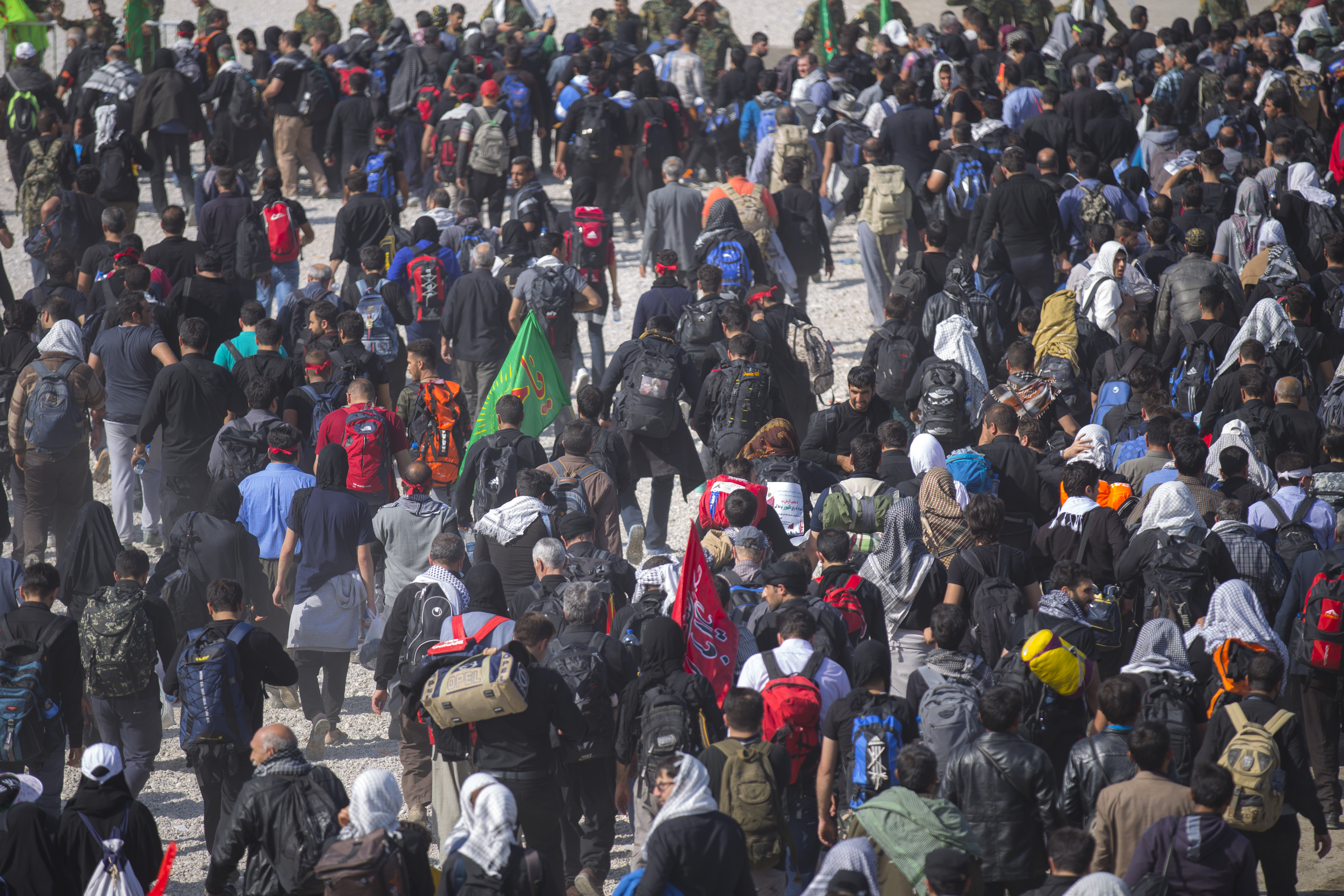
پیاده‌روی زائران برای زیارت روز اربعین
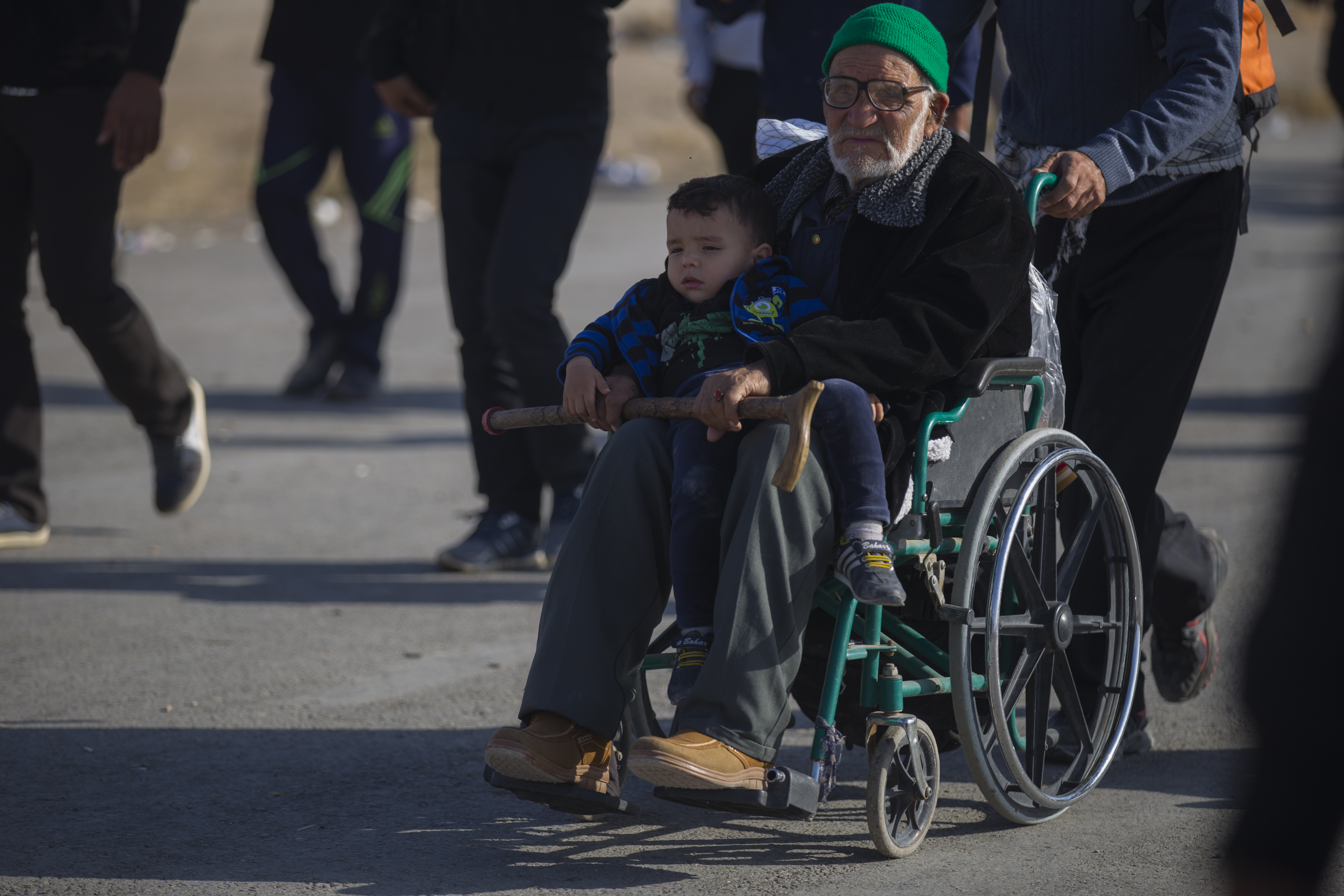
پیاده‌روی زائران برای زیارت روز اربعین